# Solveig Chilla
Solveig Chilla (* 1977) ist eine deutsche Erziehungswissenschaftlerin.

## Leben
Chilla studierte von 1997 bis 2003 Sprachbehinderten- und Gehörlosenpädagogik an der Universität Hamburg (1. Staatsexamen), wo sie 2007 zur Dr. phil. promoviert wurde. Von 2003 bis 2008 war sie ebenda wissenschaftliche Mitarbeiterin am Sonderforschungsbereich Mehrsprachigkeit (538). Anschließend arbeitete sie bis 2010 als wissenschaftliche Mitarbeiterin an der Universität Bremen im Fachbereich Erziehungs- und Bildungswissenschaften (Arbeitsgebiet Inklusive Pädagogik/Behindertenpädagogik).
Chilla hatte von 2010 bis 2012 eine Juniorprofessur für Pädagogik bei Störungen in Sprache und Kommunikation/Entwicklung von Sprachkompetenz an der Erziehungswissenschaftlichen Fakultät der Universität Erfurt inne. Von 2012 bis 2018 war sie Professorin für Sprachbehindertenpädagogik (W3) am Institut für Sonderpädagogik der PH Heidelberg. Seit 2018 ist sie Universitätsprofessorin (W3) für Pädagogik bei Beeinträchtigung von Sprache und Kommunikation am Institut für Sonderpädagogik der Europa-Universität Flensburg.

## Veröffentlichungen (Auswahl)
- Erstsprache, Zweitsprache, spezifische Sprachentwicklungsstörung? Eine Untersuchung des Erwerbs der deutschen Hauptsatzstruktur durch sukzessiv-bilinguale Kinder mit türkischer Erstsprache. Zugl. Dissertation, Kovač, Hamburg 2008, ISBN 978-3-8300-3551-0.
- Kindliche Mehrsprachigkeit. Grundlagen – Störungen – Diagnostik. Unter Mitarbeit von Monika Rothweiler und Ezel Babur Ernst Reinhardt Verlag, München 2022, ISBN 978-3-497-03124-5.
- als Hrsg. mit Rainer Benkmann, Evelyn Stapf: Inklusive Schule. Einblicke und Ausblicke. Prolog Verlag, Immenhausen 2012, ISBN 978-3-934575-55-4.
- als Hrsg. mit Stefanie Haberzettl: Handbuch Mehrsprachigkeit. Reihe Sprachentwicklung und Sprachentwicklungsstörungen, Band 4, Elsevier, Urban & Fischer, München 2014, ISBN 978-3-437-44506-4.
- als Hrsg. mit Karin Vogt: Heterogenität und Diversität im Englischunterricht. Fachdidaktische Perspektiven. Peter Lang, Frankfurt/Main 2017, ISBN 978-3-653-06356-1.
- mit Sandra Niebuhr-Siebert: Mehrsprachigkeit in der KiTa. Grundlagen – Konzepte – Bildung. Kohlhammer Verlag, Stuttgart 2017; 2. überarb. Aufl. 2023, ISBN 978-3-17-041218-7.
- mit Sandra Niebuhr-Siebert: Sprachenbunte Kita. Hrsg.: Wassilios E. Fthenakis, Westermann, Köln, 2022, ISBN 978-3-427-12742-0.